# 兩岸兩會第十次高層會談
兩岸兩會第十次高層會談，是2014年（民國103年）2月27日由台灣的財團法人海峽交流基金會（簡稱「海基會」）與中國大陸的海峽兩岸關係協會（簡稱「海協會」）所進行的第十次高層會談。經兩會協商後，雙方完成簽署《海峽兩岸地震監測合作協議》及《海峽兩岸氣象合作協議》，並就相關議題進行磋商。

## 背景
2012年（民國101年）8月9日，海基會與海協會完成「兩岸兩會第八次高層會談」（第八次「江陳會談」），兩岸除完成簽署《海峽兩岸投資保障和促進協議》及《海峽兩岸海關合作協議》二項協議外，雙方並同意推動由主管機關就兩岸空氣品質監測合作及兩岸地震監測合作進行溝通，自此，雙方即針對兩岸地震監測合作議題，積極推動兩岸相關主管機關間之溝通與商討，為兩岸正式展開地震監測合作的跨時代合作的起點。
2013年（民國102年）6月21日，海基會與海協會完成「兩岸兩會第九次高層會談」，兩岸除完成簽署《海峽兩岸服務貿易協議》及就有關解決金門用水問題達成共同意見外，雙方並同意將共同努力推動「貨品貿易協議」、「爭端解決協議」，完成協商及簽署協議；雙方也將「避免雙重課稅及加強稅務合作」、「兩岸兩會互設辦事機構」、「地震監測合作」、「氣象合作」等4項議題納入第十次會談的協商議題，任何一項達成共識，就可以簽署協議；雙方也同意就環保議題推動主管機關之間的交流。雙方除繼續進行兩岸地震監測合作議題準備外，並將就兩岸氣象合作積極展開相關準備的工作。

## 會談過程
2014年（民國103年）2月25日中午，海協會先遣團由常務副會長鄭立中率團抵達臺灣桃園國際機場，並由海基會副秘書長施惠芬前往接機，陸委會副主任委員兼海基會副董事長張顯耀則於臺北圓山大飯店歡迎先遣團到來。2月25日下午由張副董事長與鄭副會長率兩會工作人員召開工作會議，就第十次會談各項行程安排進行最後確認。
2月26日中午，海協會協商代表團由陳德銘會長率團抵達桃園國際機場，張顯耀、海基會代秘書長馬紹章前往接機，海基會董事長林中森及台方協商代表團則在圓山大飯店歡迎。這一次會談為陳德銘就任海協會會長後，首次率團來臺舉行的會談。下午3時，張副董事長與鄭副會長舉行預備性磋商。
2月27日上午，由林中森與陳德銘正式展開兩岸第十次高層會談，雙方並於當日下午進行《海峽兩岸地震監測合作協議》及《海峽兩岸氣象合作協議》簽署儀式。

## 重要意涵與影響
- 兩岸地震監測合作協議－提供兩岸人民更多的安全保障：根據史籍記載，臺灣海峽曾於明朝萬曆32年（西元1604年）發生大地震，民國83年海峽南部亦有規模6.5的顯著地震，顯示海峽內有孕育大地震潛能，同時影響兩岸人民生命財產的安全。另外，發生在大陸境內的地震，對於金門或馬祖會造成影響，而多次發生在臺灣的大地震，大陸沿海也可以感受到明顯的震動。因此兩岸合作監測臺灣海峽及鄰近地區的地震活動，將可提供兩岸人民更多的安全保障[3]。此外，臺灣地震監測的技術在強地動觀測、地震速報預警具有相當高的水準，國際上享有盛名；大陸方面在地震預報研究累積許多寶貴的經驗，並在近年來積極建置地震網與開發地震監測技術。兩岸進行地震監測技術的交流與合作，互相學習，取長補短，將可進一步提升臺灣地震監測技術的能力[4] 。
- 兩岸氣象合作協議─提升兩岸氣象預報能力與服務品質：以地理位置觀察，臺灣東側面臨廣大太平洋海域，氣象資訊相對缺乏，臺灣西側隔著臺灣海峽即與大陸地區相對，相關鄰近地區的氣象資料對我國預報作業更為重要。再加上兩岸地緣相近，互為上下游的天氣系統相關性更是密切，以冬天的寒潮預報為例，冷空氣是從華北、華中南下再到臺灣，大陸是臺灣的上游；而夏季的颱風則大多先經過臺灣再進入大陸，臺灣為大陸的上游。因此加強合作與交流，可讓雙方運用更即時且穩定的資料，有效掌握天氣系統的變化趨勢，進而提升兩岸氣象預報能力與服務品質[4] 。換言之，簽署協議後透過協議建構的資料交換平臺，將可提高兩岸對天氣系統的即時掌握能力，氣象主管部門將可精確掌握諸如寒流、梅雨等自大陸地區移入影響臺灣的天氣系統，進而提升對影響臺灣劇烈天氣的預警能力 [4]。
- 兩岸地震監測合作協議與兩岸氣象合作協議共同的部分－擴大對兩岸人民生命財產安全之保障：由於海峽兩岸人民受到颱風、豪雨、寒潮及地震等天然災害影響，經常造成人民生命財產的重大損失，基於雙方在氣象監測及預報上具有高度互補性，且地震監測技術與防震減災經驗亦有其共通性，加強合作交流可有效強化兩岸政府與人民對災害性天氣與地震的預警能力，以擴大對兩岸人民生命財產安全之保障，建立合作機制是必要的。預期未來兩岸氣象及地震監測合作可讓海峽兩岸獲得更多、更快速、且正確資料，除了能夠讓相關從業人員更精確地掌握地震監測，更加瞭解天氣系統變化趨勢外，也能夠直接對兩岸人民生命財產安全提供最佳的預防與保護方式 [4]。
- 國家安全審查機制將成為未來簽署兩岸協議的重要把關機制－中華民國政府設立國安審查機制確保國家安全：海基會董事長林中森表示，雖然氣象與地震這兩項協議議題本身較不具敏感性，但是相關單位對於涉及重要軍事機構、機場、科技設施等地的氣象與相關資訊交換，仍然有影響國家安全疑慮。陸委會為了強化國家把關的工作，已經建置了兩岸協議的國安審查機制。特別透過國安審查機制相關程序，經審查確認無國家安全之疑慮。對於兩岸氣象合作與地震監測合作協議進行審查，未來的兩岸協議將經由行政院與國安會的兩階段國安審查機制，確保每一項兩岸協議，都不會對國家安全造成負面的衝擊。換言之，政府為了確保兩岸協議沒有危害國家安全的疑慮，已經建置兩岸協議國安審查機制，本次所簽署的「海峽兩岸地震監測合作協議」及「海峽兩岸氣象合作協議」兩項協議，就是首次適用的例子。此外，行政部門推動後續兩岸協商工作時，在議題形成、業務溝通、協議簽署前、協議簽署後等四個階段，也會加強溝通與說明，並做好相關配套措施。